# Psychotria chaponiana
Psychotria chaponiana är en måreväxtart som beskrevs av Paul Carpenter Standley. Psychotria chaponiana ingår i släktet Psychotria och familjen måreväxter. Inga underarter finns listade i Catalogue of Life.